# Saná
Lassana Camará, dit « Saná  », est un footballeur bissau-guinéen et portugais, né le 29 décembre 1991 à Bissau. Il évolue au poste de milieu de terrain.

## Biographie
D’origine Bissau guinéenne, sans perspectives en Guinée, il arrive au Portugal à l’âge de 15 ans, où il vit avec son oncle à Lisbonne. Il fait des essais au Sporting CP, sans succès, puis finit par tenter sa chance au centre de formation de Benfica, en novembre 2006. Ses qualités démontrées à Benfica font que la FPF accélère le processus de naturalisation. Au début de l'année 2008, Saná étrenne sa première sélection avec les moins de 17 ans portugais.  
Saná commence sa carrière professionnelle au Servette FC en Suisse, arrivé blessé il ne retrouve la compétition qu’en janvier 2011.
En juillet 2011, il signe un contrat de trois ans avec Valladolid en Espagne. L'expérience est funeste, il joue peu, et une mauvaise situation économique du club, font qu'il résilie son contrat. En juillet 2012, il est annoncé à Bari pour 3 ans. Mais un conflit bureaucratique oppose Valladolid et l’AS Bari, le club espagnol prétend à une compensation financière, bien qu’il ait signé, en mars, l'annulation unilatérale du contrat qui l'unissait au club espagnol.
Il signe, le lundi 3 septembre 2012, un contrat de trois ans à l’Académica de Coimbra. En litige avec Valladolid, il était sans club.

## Palmarès
- Finaliste de la Coupe du monde de football des moins de 20 ans 2011 avec le Portugal